# O Décimo Mandamento
O Décimo Mandamento é uma telenovela brasileira produzida pela extinta Rede Tupi e exibida de janeiro a março de 1968, escrita por Benedito Ruy Barbosa, com direção de Antônio Abujamra e baseada no original de José Sanches Arcilla.

## Sinopse
O milionário Salvador quer casar com Mariana, sua filha, com Vitório, um antigo empregado bem mais velho que ela, mas a moça ama Marcelo.

## Elenco
- Lima Duarte - Salvador
- Débora Duarte - Mariana
- Jovelthy Archângelo - Marcelo
- Germano Filho - Vitório
- Paulo Figueiredo - Luigi
- Maria Helena Dias - Henriqueta
- Léa Camargo
- Célia Helena
- Riva Nimitz
- Yara Amaral - Luzia

1. ↑  Nilson Xavier. «O Décimo Mandamento». Teledramaturgia. Consultado em 25 de julho de 2019